# Fundición Ventanas
La Fundición Ventanas, oficialmente Codelco División Ventanas, fue una fundición y refinería de cobre ubicada en la ciudad chilena de Las Ventanas, en la comuna de Puchuncaví, Región de Valparaíso. Pertenecía a la Corporación Nacional del Cobre de Chile (CODELCO), como una de las subdivisiones de la empresa cuprífera. Su producción se basaba en el procesado de concentrado de cobre para obtener principalmente ánodos y cátodos de este mineral, siendo reconocidos por su alta pureza (99,99%), una de las más altas a nivel mundial de los subproductos de este mineral. Funcionó durante 58 años entre 1964 y 2023.

## Historia

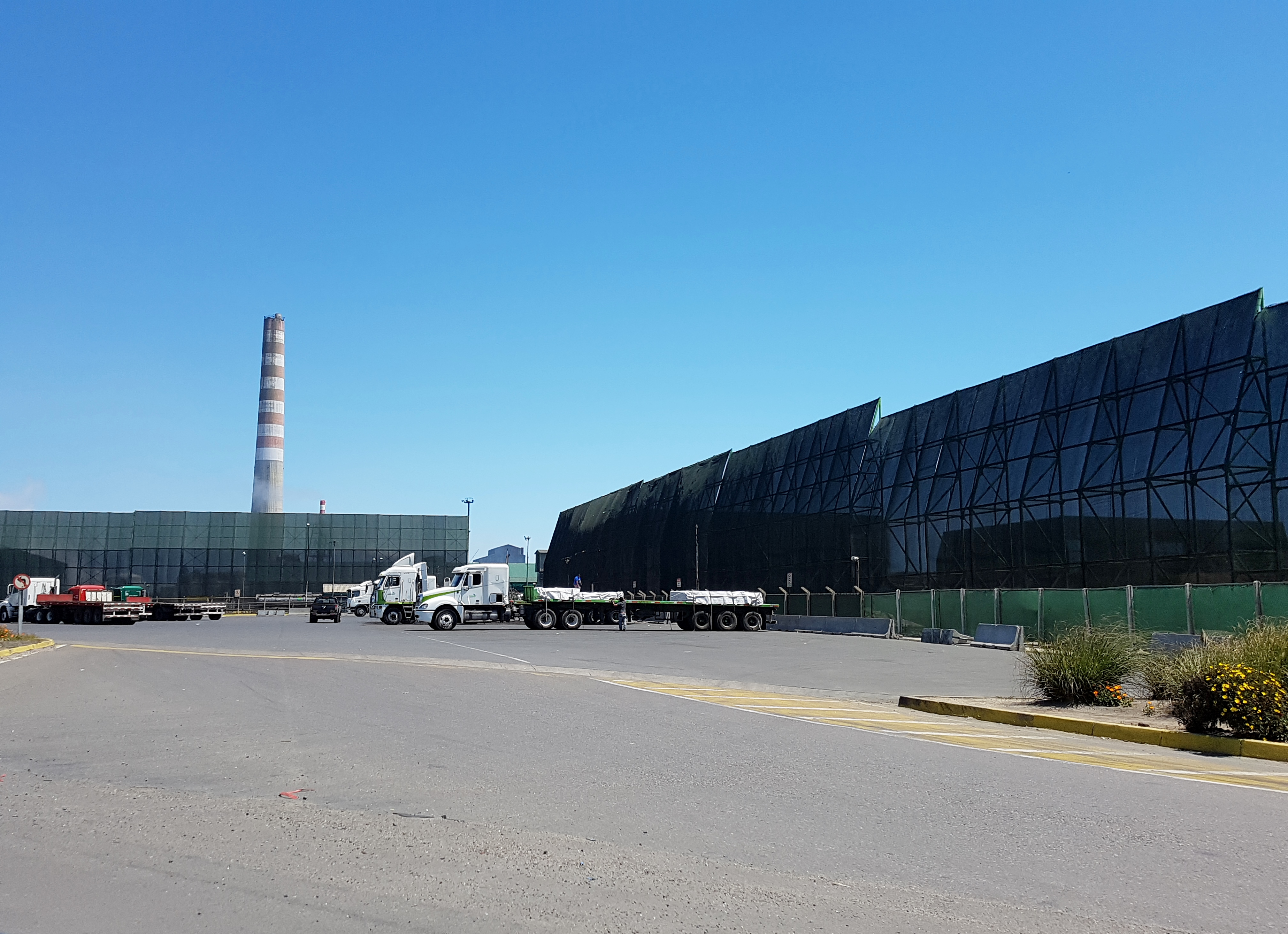
Uno de los accesos a la refinería y fundición en 2017

### Orígenes y fundación
Los orígenes de la División Ventanas de Codelco se remontan a las primeras décadas del siglo XX, con las gestiones de autoridades políticas junto a la Chilean Electric Tramway (Chilectra) de realizar procesos en celdas electrolíticas y electroquímicas con el cobre, uno de los elementos de extracción más pujantes de la minería chilena en aquella época, para darle un valor agregado. Esto se materializó en 1964 con la inauguración de la Fundición Ventanas por la Empresa Nacional de Minería (ENAMI), bajo gestiones durante la presidencia de Jorge Alessandri Rodríguez, siendo una de sus filiales hasta 2003, cuando la gerencia decide traspasar la propiedad a Codelco como solución a un conflicto de capitales pasivos.

### Problemática ambiental
En 1990 y después de la realización de algunos estudios científicos, la empresa reconoce que presenta problemas de contaminación debido a procesos productivos al interior de su planta. En consecuencia y debido a esto, en septiembre del año siguiente se emitió el Decreto Supremo N.º 185/91 del Ministerio de Minería, con el propósito de regular las emanaciones de anhídrido sulfuroso, material particulado y arsénico.
En 1994, el Ministerio de Agricultura declaró al área circundante al complejo industrial Ventanas como saturada por anhídrido sulfuroso y material particulado.
Con el fin de reducir las emisiones contaminantes, en 2013 la refinería cerró su Planta de Metales Nobles que producía oro y plata electrolítica, reduciendo un 33% sus emisiones atmosféricas. Asimismo, en 2022 y a través de un comunicado oficial, Codelco declaró que entre 2010 y 2017, la empresa invirtió 156 millones de dólares estadounidenses (USD) con el objetivo de bajar «drásticamente» las emisiones de gases de la planta, logrando capturar un 95% de ellas antes de que salgan al exterior.
Se plantearon también los objetivos específicos:
- No de operar las chimeneas de la fundición: se eliminará el 100% de las emisiones de Dióxido de Azufre (SO2), generadas en la fundición y los gases fugitivos.
- Finalizar el envío de material hacia el escorial: también se eliminan residuos del tratamiento de gases, residuos industriales líquidos, y se dejará de enviar material al escorial.[7]

### Cierre
El 17 de junio de 2022, el presidente Gabriel Boric anunció en una conferencia de prensa el cierre definitivo de toda la producción de la planta Ventanas, luego de una reunión del presidente del directorio de Codelco, Máximo Pacheco Matte, con los trabajadores del recinto de la minera estatal.
El cierre se materializó definitivamente el 31 de mayo de 2023, tras 58 años de funcionamiento.